# Burgstall Altenkemnath
Der Burgstall Altenkemnath befindet sich nahe der oberpfälzer Stadt Kemnath im Landkreis Tirschenreuth bzw. etwa 850 m nordnordwestlich von der Pfarrkirche von Kemnath und 850 m südöstlich der Ortsmitte von Berndorf in der Flur „In der alten Kemnath“.
Es wird vermutet, dass die Burg eine Gründung der Grafen von Schweinfurt ist. Kemnath selbst war damals eine Straßenstation auf einer Altstraße nach Eger. Anfang des 12. Jahrhunderts kam die Straßenstation an die Leuchtenberger, die Kemnath 1250 gründeten und 1283 an die Wittelsbacher verkauften. Erst 1556 wurde Altenkemnath im Zuge eines kurfürstlichen Befehls erwähnt, wonach alle „unnötigen“ Kirchen abzureißen seien. Die Kemnather brechen daraufhin „des Kirchleins halb, so im Vhelde stet und zu Alten Kembnath genannt“ ab.
Der Burgstall ist heute noch eine rechteckige künstliche Erhebung von 50 × 80 m Umfang. Durch Luftbildarchäologie konnte das Gebäude der 1556 abgebrochenen Kirche ausgemacht werden. Zudem war am Süd- und Westrand eine Friedhofs- oder Ringmauer zu erkennen. Der Platz wurde 1820 urbar gemacht. 1857 wurden als Funde menschliche Knochen und Sporen gefunden. Es ist aufgrund fehlender schriftlicher Überlieferung unklar, ob hier eine Befestigungsanlage oder nur der Kern einer mittelalterlichen Siedlung vorhanden war.